# Petra Felke
Petra Felke, de casada Petra Meier - (30 de julio de 1959 en Saalfeld, Turingia, Alemania Oriental) Atleta alemana especialista en lanzamiento de jabalina que fue campeona olímpica en los Juegos de Seúl 1988 y batió en cuatro ocasiones la plusmarca mundial de esta prueba.

## Biografía
Comenzó su carrera atlética en el Club Motor Jena, al que también pertenecía la mítica lanzadora Ruth Fuchs. Cuando Fuchs se retiró, Petra Felke se convirtió en su más digna sucesora.
En 1978 ya fue 3.ª en los campeonatos nacionales de Alemania Oriental. Sus primeros resultados en competiciones internacionales fueron el 2.º puesto en la Copa del Mundo de Roma 1981, el 7.º en los Campeonatos de Europa de Atenas 1982 y el 9.º en los Campeonatos del Mundo de Helsinki 1983.
Su consagración tuvo lugar en 1984, cuando mejoró su marca personal en más de cinco metros, y con 74,72 lanzados el 5 de mayo en Celje fue la líder del ranking mundial del año.
Era por lo tanto la favorita para ganar el oro en los Juegos Olímpicos de Los Ángeles de ese mismo año, pero el boicot de los países del Este a esta cita le impidió participar.
En 4 de junio de 1985 consiguió en Schwerin batir el récord mundial por dos veces en el mismo día, primero con 75.26 y más tarde con 75,40. El récord anterior lo tenía, desde 1983, la finlandesa Tiina Lillak con 74,76
En la competición más importante de ese año, la Copa del Mundo de Canberra, fue derrotada de forma sorprendente por la casi desconocida soviética Olga Gavrilova.
En 1986 volvió a sufrir otra decepción en los Campeonatos de Europa de Stuttgart, donde partía como gran favorita. Pero se vio sorprendida por la británica Fatima Whitbread, que en la ronda de clasificación batió el récord mundial arrebatándoselo a Felke con 77,44, y en la final ganó la medalla de oro con 76,32. Petra Felke tuvo que conformarse con la medalla de plata con un mejor tiro de 72,52
El 29 de julio de 1987 Petra Felke recuperó el récord mundial con un lanzamiento de 78.90 en Leipzig. Sin embargo, volvió a fallar en la competición más importante del año, los Campeonatos del Mundo de Roma que tuvieron lugar cinco semanas más tarde. Felke solo pudo lanzar 71,76, a más de siete metros de su récord, y tuvo que conformarse con la medalla de plata, superada otra vez por Fatima Whitbread con 76,64
Petra Felke se había ganado la reputación de fallar en las grandes competiciones. Por fin, en 1988 pudo tomarse cumplida revancha. El 9 de septiembre, poco antes de los Juegos Olímpicos de Seúl, se convirtió en la primera mujer en la historia en llegar a los 80 metros, lanzando 80,00 en Potsdam. Era su cuarto y último récord mundial.
Tres semanas más tarde logró la medalla de oro olímpica en los Juegos de Seúl con 74,68 (récord olímpico), superando esta vez a Fatima Whitbread, que quedó segunda con 70,32 La medalla de bronce fue para la alemana oriental Beate Koch con 67,30
Este sería el triunfo más importante de su carrera deportiva, y la única medalla de oro que logró en una gran competición internacional. Siguió liderando el ranking mundial en 1989 y 1990. Sus últimos resultados destacados fueron la medalla de bronce en los Campeonatos de Europa de Split 1990 y la plata en los Campeonatos del Mundo de Tokio 1991.
Su última gran competición fueron los Juegos Olímpicos de Barcelona 1992, donde finalizó en una discreta 7.ª posición. Se retiró a finales de ese mismo año, con 33 años.
Petra Felke es una de las mejores lanzadoras de jabalina de la historia. Su récord mundial de 80,00 estuvo vigente hasta 1999, cuando hubo un cambio en la normativa y se modificó la jabalina para que los lanzamientos no fueran tan largos.
Además de su éxitos internacionales, fue 6 veces consecutivas campeona de Alemania Oriental (1984-1989).

## Resultados
| Año  | Competición          | Lugar     | Puesto | Marca |
| ---- | -------------------- | --------- | ------ | ----- |
| 1981 | Copa del Mundo       | Roma      | 2.º    | 66,60 |
| 1982 | Campeonato de Europa | Atenas    | 7.º    | 65,56 |
| 1983 | Campeonato del Mundo | Helsinki  | 9.º    | 62,02 |
| 1985 | Copa del Mundo       | Canberra  | 2.º    | 66,22 |
| 1986 | Campeonato de Europa | Stuttgart | 2.º    | 72,52 |
| 1987 | Campeonato del Mundo | Roma      | 2.º    | 71,76 |
| 1988 | Juegos Olímpicos     | Seúl      | 1.º    | 74,68 |
| 1989 | Copa del Mundo       | Barcelona | 1.º    | 70,32 |
| 1990 | Campeonato de Europa | Split     | 3.º    | 66,56 |
| 1991 | Campeonato del Mundo | Tokio     | 2.º    | 68,68 |
| 1992 | Juegos Olímpicos     | Barcelona | 7.º    | 59,02 |

| Predecesor: Tessa Sanderson | Campeona Olímpica de lanzamiento de jabalina Juegos Olímpicos de 1988 | Sucesor: Silke Renk |

## Récords del Mundo
- 75,26 - (Schwerin, 04 Jun 1985)
- 75,40 - (Schwerin, 04 Jun 1985)
- 78,90 - (Leipzig, 29 Jul 1987)
- 80,00 - (Potsdam, 09 Sep 1988)